# Санта-Роза (острів)
Санта-Роза (англ. Santa Rosae, також пишеться англ. Santarosae) до кінця останнього льодовикового періоду була стародавнім масивом суші біля узбережжя сучасної південної Каліфорнії, поблизу округів Санта-Барбара та Вентура, з яких північні Канальні острови Каліфорнії є залишками. У своєму найбільшому розмірі Санта-Роза був приблизно в 3-4 рази більшим, ніж сьогоднішні північні Канальні острови, завдовжки майже 125 км (77,67 миль) зі сходу на захід. Приблизно від 20 000 до 5 000 років тому Санта-Роза втратила близько 70 % своєї суші через підняття рівня моря після льодовика, залишивши за собою величезний занурений ландшафт, який зараз досліджують вчені. Сан-Мігель, Санта-Роза, Санта-Круз і острів Анакапа сьогодні складають незатоплені частини Санта-Роза. Цей острів знаходився приблизно за 8 кілометрах від берега. Він розпався приблизно від 11 000 до 9 000 років тому, а теперішні північні  Канальні острови набули своєї форми після того, як розтанули континентальні льодовикові щити і рівень моря піднявся приблизно на 100 метрів.
Існують дані, які свідчать про те, що тепер затоплений острів Калафія лежав між Санта-Розае і материком.
На Санта-Роза була популяція карликових мамонтів (Mammuthus exilis), які вимерли приблизно 13 000 років тому.
На острові Санта-Роза був знайдений скелет людини Арлінгтон-Спрінгс, віком близько 13 000 років, один із найстаріших людських останків, знайдених у Північній Америці. Оскільки Санта-Роза не була пов'язана з материком у той час, це свідчить про те, що палеоіндіанці заселили острів за допомогою човнів. Археологічні дані свідчать про те, що ці палеоприбережні народи мали складні морські технології та ловили рибу, полювали на морських ссавців і птахів, а також збирали острівну рослинну їжу Ці палеоприбережні народи, які вижили на острові приблизно 8000 років тому, можуть бути предками племені чумаш острова. Плем'я чумаш, яке тисячоліттями жило на північних Канальних островах, поки в 1820-х роках іспанська влада не переселила їх на материк.